# 庙垭乡 (重庆市)
庙垭乡，是中华人民共和国重庆市武隆区下辖的一个乡镇级行政单位。

## 行政区划
庙垭乡下辖以下地区：
蒲坪村、和平村、双桥村、凤游村和云丛村。